# Mark Noble
Mark James Noble (Londres, 8 de maio de 1987) é um ex-futebolista inglês.

## Carreira

### West Ham United
Mark Noble começou sua carreira no West Ham United fez sua estreia em 2004, ainda com 17 anos. Jogou quase sua carreira inteira pelo West Ham clube onde fez  62 gols em seus 549 jogos pelos Hammers.
Em 22 de maio de 2022, Noble fez sua última aparição pelo clube, em uma derrota por 3 a 1 contra o Brighton & Hove Albion, entrando como substituto aos 81 minutos.

### Hull City
Noble foi emprestado ao Hull City para que ele conseguisse alguns jogos, fez sua estreia em 18 de fevereiro de 2006 em uma derrota fora de casa por 1-0 para o Cardiff City, finalizou sua passagem pelo Hull após sofrer uma lesão na região lombar e com apenas cinco jogos.

### Ipswich Town
Noble assinou por empréstimo de três meses em agosto de 2006 com o Ipswich Town na esperança de ganhar a experiência necessária no time principal, porém finalizou sua passagem com 13 jogos e marcou seu primeiro gol profissional em 12 de setembro em uma vitória por 2 a 1 em casa sobre o Coventry City.

## Prêmios individuais
- PFA Time do ano: 2011–12
- Jogador do West Ham do ano: 2012